# Sint-Petrus Apostelkerk

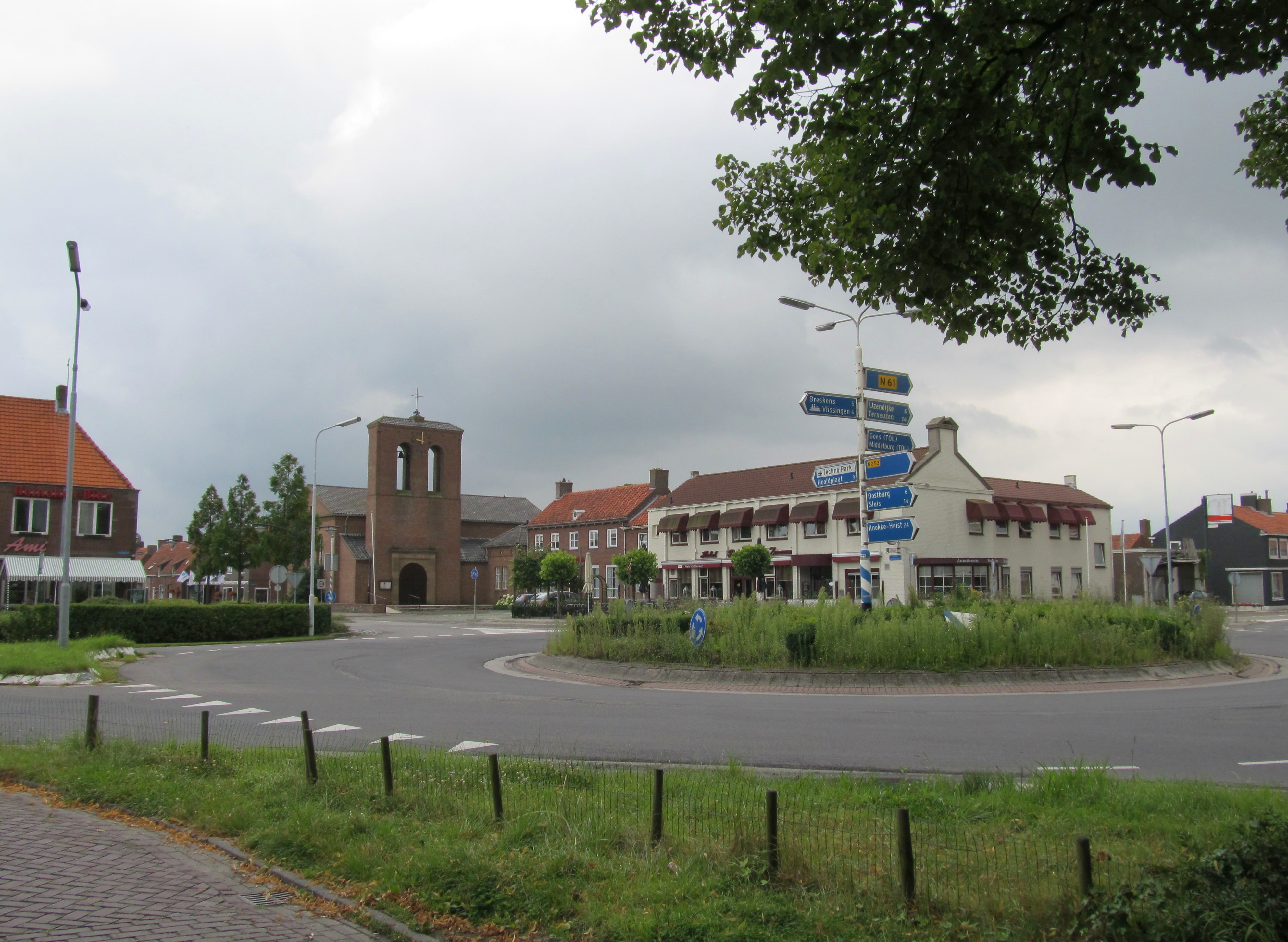
Zicht op Schoondijke, met op de achtergrond de Sint-Petruskerk

De Sint-Petrus Apostelkerk is de parochiekerk van het tot de Nederlandse gemeente Sluis behorende dorp Schoondijke, gelegen aan Prinses Beatrixstraat 7.
De voorganger van deze kerk dateerde van 1884, en werd ontworpen door Piet van Genk. Het was een neogotisch bouwwerk. Eind 1944 werd deze kerk verwoest ten gevolge van bombardementen.
De nieuwe Sint-Petrus Apostelkerk kwam gereed in 1950. Het is een eenbeukige bakstenen kerk in naar basilicastijl zwemende trant, met halfronde apsis en met een klokkengevel aangebouwd tegen de zijgevel van de kerk, waarin zich tevens de ingang van de kerk bevindt. De kerk werd ontworpen door architectenbureau Siebers & van Dael en heeft de status van gemeentelijk monument. 
Het ontwerp voor de kerk maakte in 1948 deel uit van de tentoonstelling en publicatie Nederlands Nieuwe Kerken. Het kerkgebouw bevat een fraaie serie glas-in-loodramen van Gerrit de Morée, die tot stand kwam in samenwerking met atelier Wuisman in Breda. Eén van de ramen werd geschonken door Ulvenhout, een andere door Enkhuizen, gedateerd 1954.
De voormalige parochie Schoondijke werd in 2004 opgeheven en werd toen onderdeel van de H. Antoniusparochie. Bij de oprichting van de fusieparochie H. Andreas in 2013 is Schoondijke een aparte parochiekern geworden.